# Smilovci
Smilovci (izvirno srbsko Смиловци) je naselje v Srbiji, ki upravno spada pod Občino Dimitrovgrad; slednja pa je del Pirotskega upravnega okraja.

## Demografija
V naselju živi 153 polnoletnih prebivalcev, pri čemer je njihova povprečna starost 57,8 let (54,7 pri moških in 60,8 pri ženskah). Naselje ima 87 gospodinjstev, pri čemer je povprečno število članov na gospodinjstvo 1,87.
To naselje je v glavnem bolgarsko (glede na popis iz leta 2002), a v času zadnjih treh popisov je opazno zmanjšanje števila prebivalcev.
|  |

| Demografija | Demografija     | Demografija     |
| Leto        | Št. prebivalcev | Št. prebivalcev |
| ----------- | --------------- | --------------- |
|             |                 |                 |
|             |                 |                 |
|             |                 |                 |
|             |                 |                 |
| 1948        | 964             |                 |
| 1953        | 939             |                 |
| 1961        | 762             |                 |
| 1971        | 513             |                 |
| 1981        | 403             |                 |
| 1991        | 298             | 282             |
| 2002        | 172             | 163             |
|             |                 |                 |

| Etnična sestava po popisu iz leta 2002 | Etnična sestava po popisu iz leta 2002 | Etnična sestava po popisu iz leta 2002 | Etnična sestava po popisu iz leta 2002 | Etnična sestava po popisu iz leta 2002 |
| -------------------------------------- | -------------------------------------- | -------------------------------------- | -------------------------------------- | -------------------------------------- |
| Bolgari                                | Bolgari                                |                                        | 124                                    | 76,07%                                 |
| Srbi                                   | Srbi                                   |                                        | 19                                     | 11,65%                                 |
| Romi                                   | Romi                                   |                                        | 10                                     | 6,13%                                  |
| Makedonci                              | Makedonci                              |                                        | 1                                      | 0,61%                                  |
| Jugoslovani                            | Jugoslovani                            |                                        | 1                                      | 0,61%                                  |
| Neznano                                | Neznano                                |                                        | 1                                      | 0,61%                                  |